# Comuna Ivanivka, Kirovohrad
Ivanivka (în ucraineană Іванівка) este o comună în raionul Kirovohrad, regiunea Kirovohrad, Ucraina, formată din satele Bezvodnea și Ivanivka (reședința).

## Demografie
Componența lingvistică a comunei Ivanivka
     Ucraineană (95,53%)
     Rusă (4,29%)
Conform recensământului din 2001, majoritatea populației comunei Ivanivka era vorbitoare de ucraineană (95,53%), existând în minoritate și vorbitori de rusă (4,29%).